# السيرك هنا (مانغا)
السيرك هنا (باليابانية: サーカスが来た، بالروماجي: Circus ga Kita) (بالإنجليزية: The Circus is Here)‏ هي مانغا يابانية من تأليف ورسم جونجي إيتو، نشرت من قبل أساهي سونوراما، في مجلة هالوين الشهرية وفي مجلة نيموكي، منذ أبريل عام 1991 حتى ديسمبر عام 1995، تم تجمع فصول المانغا من قبل أساهي سونوراما في مجلد تانكوبون واحد، نشر في أكتوبر عام 1998. هذه المانغا هي المجلد الثالث عشر من مجموعة جونجي إيتو.

## القصة
- السيرك هنا (باليابانية: サーカスが来た، بالروماجي: Circus ga Kita)

تدور أحداث القصة عن يوشيوكي الذي يذهب مع أصدقائه لرؤية سيرك، الذين استدرجوا إلى هذه المدينة من قبل فتاة غامضة رأوها تتسكع في الحديقة، هي ليليا الماشية على حبل في السيرك. خلال العرض قُتل جميع فناني بطريقة غريبة، والجمهور يشاهد في رعب لكنه غير قادر على المغادرة.
- مدنية شواهد القبور (باليابانية: 墓標の町، بالروماجي: Bohyō no Machi)

- النافذة المجاورة (باليابانية: 隣の窓، بالروماجي: Tonari no Mado)

- أشقاء هيكيزوري الغريبون: صديق نارومي (باليابانية: 怪奇ひきずり兄弟 次女の恋人، بالروماجي: Kaiki Hikizuri Kyōdai: Jijo no Koibito)

- أشقاء هيكيزوري الغريبون: جلسة الأرواح (باليابانية: 怪奇ひきずり兄弟 降霊会، بالروماجي: Kaiki Hikizuri Kyōdai: Koureikai)